# Ian Maclaren
John Watson, mera känd under sin pseudonym Ian Maclaren, född 3 november 1850, död 6 maj 1907, var en brittisk författare.
Maclaren tillhörde den så kallade Kailyard School med populära men delvis ganska gråtmilda skildringar av skotskt folkliv som Beside the bonny brier bush (1894, svenska översättningar 1897 och 1914) och The days of auld lang syne (1895, svensk översättning 1899).

## Svenska översättningar
- Vid rosenbusken (Beside the bonnie brier bush) (översättning Vendela Emanuelsson, Palmquist, 1897)
- I den gamla goda tiden (The days of auld lang syne) (översättning Vendela Emanuelsson, Palmquist, 1899)
- Kate Carnegie och hennes präster (översättning Vendela Emanuelsson, Palmquist, 1901)
- Små vildar (The young barbarians) (översättning Vendela Emanuelsson, Palmquist, Norstedt, 1903)
- Vår frälsares lefnad (Beijer, 1904)
- Lifsbilder från Skottland (1909)
- Kate Carnegie: en kulturbild från Skotland (översättning Lotten Blommert, Lindblad, 1914)
- Vid den blommande rosenbusken (Beside the bonny brier bush) (översättning Märta Lindqvist, Lindblad, 1914)
- Fader Jinks och andra berättelser (Books and bookmen and other essays) (översättning Märta Lindqvist, Lindblad, 1916)
- Efteråt och andra berättelser (Afterwards and other stories) (översättning Märta Lindqvist, Lindblad, 1916)